# Льовенщайн-Вертхайм
Льовенщайн-Вертхайм (на немски: Löwenstein-Wertheim) е морганатичен клон на фамилията Вителсбахи, образуван около 1460 г. и до наполеонската медиатизация владее суверенните франконски графства Льовенщайн, Вирнебург и Вертхайм. Католическата линия е издигната през 1712 г. на князе. Вирнебургската линия стават князе през 1812 г.
Родоначалник на линията е Фридрих I, пфалцграф и курфюрст на Пфалц, който се жени през 1472 г. за мюнхенската придворна госпожица Клара Тот от Аугсбург, с която има любовна връзка от 1459 г. Те имат два сина. Син му Лудвиг I фон Льовенщайн (1463 – 1523) е издигнат на 24 февруари 1494 г. от римско-немския крал Максимилиан I в имперското графско съсловие. Баща му му оставя графство Льовенщайн. Лудвиг фон Бавария, както е наричан, основава княжеската фамилия Льовенщайн-Вертхайм, която още съществува с линиите на протестантските князе фон Льовенщайн-Вертхайм-Фройденберг и на католическите князе фон Льовенщайн-Вертхайм-Розенберг.
Внукът му Лудвиг III фон Льовенщайн (1530 – 1611) се жени за дъщеря наследничка на графовете на Щолберг и на графовете на Вертхайм и получава графството Вертхайм на Майн и други територии. През 1611 г. се образуват линиите:
- Льовенщайн-Вертхеим-Вирнебург
- Льовенщайн-Вертхайм-Рошфор (Löwenstein-Wertheim-Rochefort)